# Путешествия Фродо
«Путешествия Фродо» (англ. Journeys of Frodo: An Atlas of J. R. R. Tolkien's The Lord of the Rings) — составленный Барбарой Стрейчи географический атлас вымышленного мира Средиземья английского писателя Джона Р. Р. Толкина, иллюстрирующий пути, по которым путешествовали персонажи романа «Властелин колец». Стрейчи задумала свой атлас как «компаньона» для читателя романа. Карты Стрейчи, наряду с «Атласом Средиземья» Карен Уинн Фонстад, в целом высоко ценятся и признаются сообществом исследователей Толкина, хотя в них есть ряд небольших неточностей.

## Содержание

Карты Стрейчи «очень близки по духу» собственным рисункам Толкина, например, карта пути хоббитов через Барандуин, Старый лес и Могильники

Книга содержит 51 цветную карту (общую карту Средиземья и 50 тематических пронумерованных карт) различных масштабов. Все карты основаны на оригинальных картах романа «Властелин колец», нарисованных Кристофером Толкином на основании эскизных карт его отца Джона Р. Р. Толкина. В альбомном формате печатного издания каждая карта находится справа, на ней чёрным цветом показаны физические детали, а красным цветом изображены контурные линии. Пути персонажей по дорогам отображены пунктирным полужирным красным и чёрным цветом, пути по бездорожью обозначены только полужирным красным цветом. Стрелки показывают направления движения, также красным шрифтом указаны даты. На каждой из карт указано расстояние от Бэг Энда, масштаб, а также фазы Луны на приведённые даты.
Слева от каждой карты в альбомном формате печатного издания есть текстовое описание, в котором Стрейчи даёт свои комментарии и часто объясняет, почему она сделала тот или иной топографический выбор на основании цитат из книги. В некоторых случаях она указывает на несоответствия в топографических описаниях «Властелина колец» и поясняет, почему она решила изобразить карту именно так.

## Оценки
Кристофер Толкин неоднократно ссылался на «Путешествия Фродо» в книге «Возвращение Тени», где в основном признавал верными выводы Стрейчи, но в ряде случаев не соглашался с ней.
Нэнси-Лу Паттерсон в публикации для журнала Mythlore назвала этот атлас «восхитительным вкладом» в понимание «Властелина колец» и согласилась с замечанием Стрейчи о том, что она бы хотела иметь полный набор карт, описывающих путешествия Фродо и его спутников, когда впервые читала роман. Паттерсон отметила, что карты Стрейчи благодаря «своей очаровательной прямоте и лаконичной простоте очень близки по духу собственным карандашным рисункам Толкина и формируют настоящую визуальную параллель с его книгами».
Иан Лейс в своём обзоре для сайта MusicWeb назвал атлас Стрейчи «замечательным» и полезным исследованием Средиземья. Он отметил, что Стрейчи объединила информацию из текстов, карт Толкина и других подсказок вроде фаз Луны.